# هستر (لوئیزیانا)
هستر (به انگلیسی: Hester) شهری در ایالت لوئیزیانا کشور ایالات متحده آمریکا است که جمعیت آن در سرشماری سال ۲۰۱۰ میلادی، ۴۹۸ نفر بوده‌است.